# Lița
Lița è un comune della Romania di 2 990 abitanti, ubicato nel distretto di Teleorman, nella regione storica della Muntenia.